# はじめて
「はじめて」は、一青窈の12枚目のシングル。2008年11月19日リリース。

## 解説
前作から約10ヶ月振りとなるリリースで収録曲は実質1曲であり、一青窈では初となった。この曲は、日本テレビ系列「行列のできる法律相談所」（以下「行列」）の「有名人100枚の絵でつなぐ！カンボジア学校建設プロジェクト」（以下、当該企画）の企画から誕生した曲である（この企画にも一青は参加している）。
楽曲制作は、「行列」が一青の「ハナミズキ」を本人に無断で当該企画のイメージソングに使用していた事に始まる。この事が一青の耳に入り、番組内でカンボジアに訪問し、心を打たれた事から書き下ろされた。この曲が完成後、当該企画のイメージソングは「ハナミズキ」から本曲に変更された。こうした経緯もあり、本曲のシングル発売時のカップリング曲に「ハナミズキ」を収録した。
PVは2008年9月16日に日本武道館で行われたライブの様子を収めた内容となっており、本作品のB面曲、「ハナミズキ」は「はじめて」と同様、平和を願った曲であり、一青自身が、100年の平和が続いて欲しい。と言う願いから収録された。また、CDに使用されているジャケットはカンボジアの子供達と一緒に描いた絵であり、「行列」により建設された学校の壁に埋め込まれている。
第59回紅白歌合戦ではこの曲を披露し、通算5回目の出場を果たした。
なお一青は次作「ユア メディスン〜私があなたの薬になってあげる」からフォーライフミュージックエンタテイメントに移籍したため、コロムビアミュージックエンタテインメントからは最後のシングルになった。

## 収録曲
（全作詞：一青窈／作曲：マシコタツロウ／編曲：武部聡志）
1. はじめて
  - 一青がカンボジアに訪れた際、カンボジアの子供達に日本の遊びなどを一青が教え、子供達が初めての体験をする中、子供達に歌をプレゼントしたいと思い、作詞された曲となるが、カンボジアには充分な教育が整っておらず、「音楽」と言う授業は無かった。その為、カンボジアの子供達は音程を上手くとること出来ず、曲は子供達と一緒に歌えるような曲調となっている。
  - テレビ神奈川『saku saku』 2008年11月度エンディングテーマ
2. ハナミズキ
  - この曲はアメリカ同時多発テロ事件発生時、ニューヨークにいた友人からのメールをきっかけに一週間ほどで書いた詞であった。作詞当時はA4用紙3枚程で「テロ」・「散弾銃」といった言葉があり、一青いわく「挑戦的な詞」であったという。その詞を削っていって「君と好きな人が百年続きますように」の言葉にたどり着いたのは一青自身も不思議に思っているという。詳細は「ハナミズキ」を参照のこと。
3. はじめて（オリジナルカラオケ）
4. ハナミズキ（オリジナルカラオケ）

## 収録アルバム
はじめて
- 『ハナミズキ 〜君と好きな人が 百年続きますように〜』

ハナミズキ
- 『ハナミズキ 〜君と好きな人が 百年続きますように〜』